# Rick Beato
Richard John Beato (/biˈɑːtoʊ/ bee-AH-toh; Fairport, 24 de abril de 1962), mais conhecido como Rick Beato, é um youtuber, multi-instrumentista, produtor musical e educador norte-americano.
Graduado em bacharel em música pela Ithaca College, ele obteve um mestrado em estudos de jazz do New England Conservatory of Music em 1987. Desde o início dos anos 1980, ele trabalhou como músico, compositor, engenheiro de áudio e produtor musical, e lecionou música em várias universidades. Baseado no Black Dog Sound Studios em Stone Mountain , um subúrbio de Atlanta , Geórgia, ele produziu e trabalhou com bandas como Needtobreathe, Parmalee e Shinedown.
Ele é co-autor da música "Carolina", do Parmalee, que alcançou o número 1 no Country Airplay Chart da Billboard em 20 de dezembro de 2013 e vendeu um milhão de cópias.

## Carreira
Beato tem atuado como músico de estúdio, compositor, engenheiro de estúdio, mixador e produtor musical. Ele deu palestras em várias instituições, incluindo a University of Alabama e a Berklee College of Music, e lecionou estudos de jazz no Ithaca College.

### Banda
Beato foi membro de uma banda chamada Billionaire, formada em 1997. Após lançar um álbum de estreia autoproduzido em 1998, intitulado The Goodnight Sky, a Billionaire assinou com a Republic Records e lançou um segundo álbum, Ascension, em 2000.

### Estúdio
Desde 1995, Beato é proprietário do Black Dog Sound Studios em Stone Mountain, Geórgia. Ele também já administrou o selo musical 10 Star Records.

### Livro
Ele publicou The Beato Book – A Creative Approach to Improvisation for Guitar and Other Instruments.

### Guitarra Signature
Em 2021, a Gibson apresentou uma prévia de uma guitarra Les Paul Special Double Cut com assinatura de Rick Beato. Ela possui um acabamento exclusivo TV Blue Mist com captadores P-90 e a assinatura de Beato na tampa do tensor. Em 2023, uma segunda colaboração do modelo foi lançada com acabamento Sparkling Burgundy.

## Carreira no YouTube
Um vídeo do YouTube de seu filho mais velho, Dylan, que tem ouvido absoluto e por isso é capaz de identificar notas individuais dentro de acordes complexos após apenas uma audição recebeu três milhões de visualizações, fazendo com que Beato decidisse transformar essa fama nas mídias sociais em um canal completo no YouTube.
Em 27 de agosto de 2019, Beato recebeu o botão de reprodução de ouro do YouTube por ter atingido 1 milhão de inscritos. Em dezembro de 2021 , o canal do YouTube tinha 2,7 milhões de inscritos.
O canal de Beato está em seu próprio nome, embora ele apresente todos os vídeos com o título "Everything Music". Uma série do canal é chamada "What Makes This Song Great?", em que Beato desconstrói e discute os elementos de canções populares. Os vídeos da série atingem regularmente mais de um milhão de visualizações.
Um dos vídeos de maior visualização do canal é um que Beato pede a ajuda do guitarrista do Bon Jovi, Phil X, e do virtuoso guitarrista Eric Johnson para reinterpretar o solo de guitarra em "Stairway to Heaven" do Led Zeppelin. Beato e Phil X tocam o solo de guitarra nos estilos de Peter Frampton e Eddie Van Halen, respectivamente, enquanto Eric Johnson toca em seu próprio estilo.
Beato se manifestou publicamente a favor do Fair use. Vários de seus vídeos, incluindo os do Radiohead e Fleetwood Mac, foram removidos da plataforma do YouTube devido a reivindicações de direitos autorais. Em julho de 2020, Beato testemunhou sobre suas experiências no YouTube perante uma Comissão do Senado dos Estados Unidos sobre o Judiciário que revisou a Digital Millennium Copyright Act (Lei de Direitos Autorais do Milênio Digital) e considerou limitações e exceções como Fair use.